# Isaak Heinemann

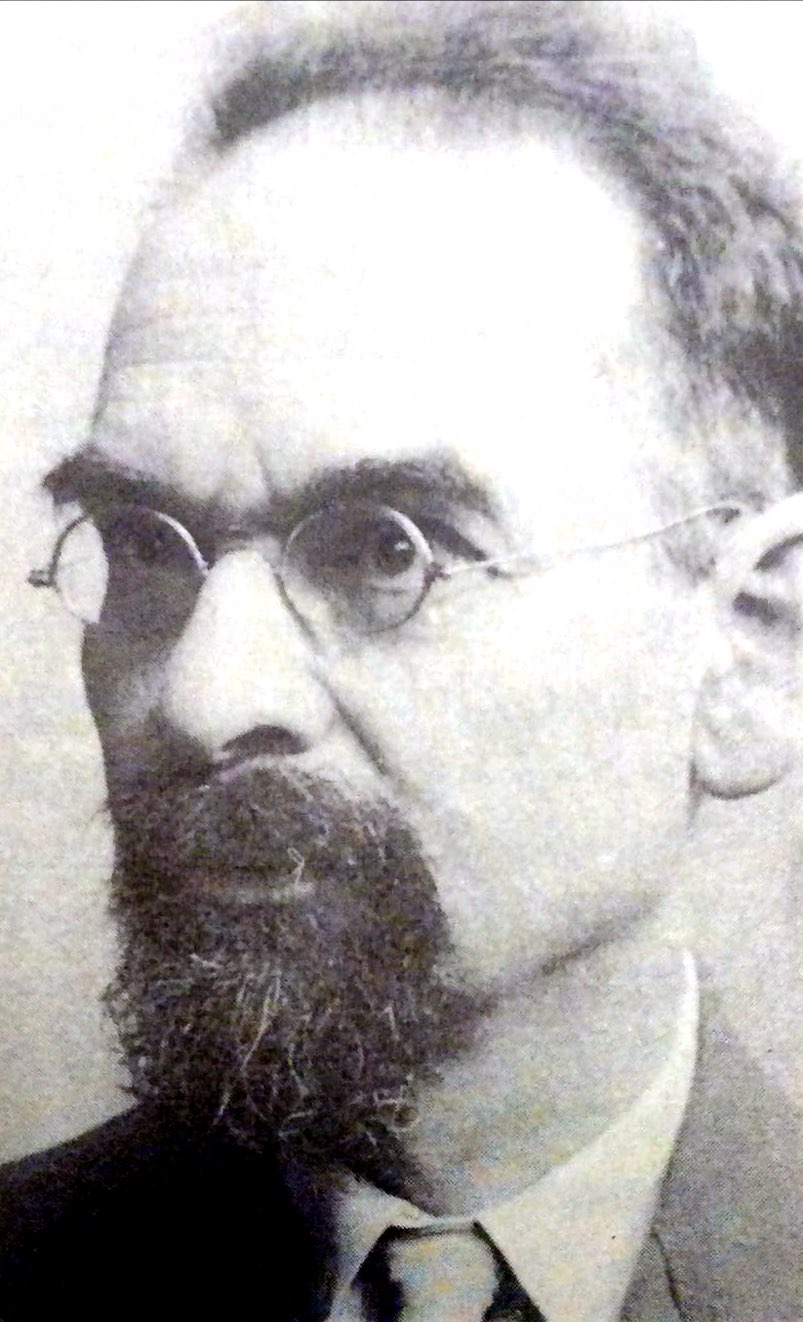
Isaak Heinemann

Isaak Heinemann (selten auch: Isaac Heinemann; * 5. Juni 1876 in Frankfurt am Main; † 29. Juli 1957 in Jerusalem) war klassischer Philologe, jüdischer Gelehrter und Religionsphilosoph und ein Verfechter der Gemeindeorthodoxie.

## Leben
Isaak Heinemann studierte Bibel und Talmud bei seinem Vater, Heinrich Heinemann, der Lehrer an der Samson-Raphael-Hirsch-Schule in Frankfurt am Main war. 1894 begann er das Studium der klassischen Philologie an der Universität Strassburg. 1895 wechselte er nach Berlin und studierte am Rabbinerseminar zu Berlin. 1897 erlangte er die Promotion und wurde zum Rabbiner ordiniert.
Isaak Heinemann war 1919 bis 1938 Dozent für Religionsphilosophie des Altertums und Mittelalters in Breslau am Jüdisch-theologischen Seminar, 1930 bis 1933 zugleich Honorarprofessor für Hellenismus an der Universität Breslau. Nach dem Tode von Markus Brann war er seit 1920 (bis 1938) Herausgeber der Monatsschrift für Geschichte und Wissenschaft des Judentums.
1938 musste er emigrieren und war von 1939 an Professor an der Hebräischen Universität Jerusalem.
Ein Schwerpunkt seiner Forschung waren hellenistische Themen, insbesondere Philon von Alexandria, dessen Werke er 1910–1938 in deutscher Übersetzung zusammen mit Leopold Cohn in 7 Bänden herausgab.
1955 erhielt er den Israel-Preis in der Kategorie Jüdische Studien. Die Bibliothekarin Hanna Emmrich (1903–1983) war seine Tochter.

## Schriften (Auswahl)
Eine Bibliographie der Werke Heinemanns hat seine Tochter Hanna Emmrich 1936 zusammengestellt: Hanna Emmrich: Isaak Heinemanns Schriften. In: Monatsschrift für Geschichte und Wissenschaft des Judentums, Bd. 80 (N.F. 44) (1936), Heft 3 (Mai/Juni), S. 294–297 (online).
- von der philosophischen Fakultät der Universität Berlin preisgekrönte Studienabschlussarbeit über Solon, 1896
- Zeitfragen im Lichte jüdischer Lebensanschauung, 1921
- Poseidonioi, 2 Bände, 1921 und 1928
- Die Lehre vom Heiligen Geist im Judentum und in den Evangelien, 1923
- Vom jüdischen Geist, ein Wort an die Ehrlichen unter seinen Anklägern, 1924
- Der Begriff der Übermenschen in der jüdischen Religionsphilosophie, 1925
- Messianismus und Mysterienreligion 1925
- Die Lehre von der Zweckbestimmung des Menschen im griechisch-römischen Altertum und im jüdischen Mittelalter, 1926
- Philons jüdische und griechische Bildung, 1926
- Darkhe ha-Aggada, 1949
- Ta'ame Ha-Mitsvot be-Sifrut Jisrael, 2 Bände (1942, 1956)